# Vielle-Louron
Vielle-Louron ist eine französische Gemeinde mit 81 Einwohnern (Stand 1. Januar 2022) im Département Hautes-Pyrénées in der Region Okzitanien. Sie gehört zum Arrondissement Bagnères-de-Bigorre und zum Kanton Neste, Aure et Louron.

## Geographie
Die Gemeinde liegt in der historischen Provinz Bigorre, in der Landschaft Pays d’Aure.
Nachbargemeinden sind:
- Avajan im Norden,
- Cazaux-Fréchet-Anéran-Camors im Osten,
- Gouaux-de-Larboust im Südosten,
- Adervielle-Pouchergues im Süden,
- Grailhen im Westen, sowie
- Gouaux im Nordwesten.

Die Lage des Gemeindehauptortes ist an der linken Flanke des Vallée du Louron genannten Tales, über dem Fluss Neste du Louron, der am Talgrund durch Bordères-Louron verläuft. Der Großteil des Gemeindegebietes stellt überwiegend unwegsames Bergland in Höhenlagen und Wald bis an die 2000 Meter dar. Da dies kaum besiedelt ist, ergibt sich in Summe eine äußerst geringe Bevölkerungsdichte.

## Bevölkerungsentwicklung
Die Entwicklung der Einwohnerzahl ist durch Volkszählungen, die seit 1793 durchgeführt werden, bekannt. Im 21. Jahrhundert werden in Gemeinden mit weniger als 10.000 Einwohnern alle fünf Jahre Volkszählungen durchgeführt, in größeren Städten jedes Jahr.
| Jahr      | 1962 | 1968 | 1975 | 1982 | 1990 | 1999 | 2005 | 2010 | 2016 |
| Einwohner | 61   | 55   | 47   | 47   | 40   | 51   | 73   | 80   | 91   |

## Sehenswürdigkeiten
Die Gemeinde verfügt über mehrere Kulturdenkmäler, die als Monument historique eingestuft sind.
- Église paroissiale Saint-Mercurial (deutsch: Pfarrkirche St. Markus): gotische Kirche aus dem 13. Jahrhundert
- Croix monolithe: Monolithisches Steinkreuz an der Friedhofsmauer, wurde 1955 unter Denkmalschutz gestellt.